# La (họ)
La là một họ của người châu Á. Họ này có mặt ở Việt Nam, Trung Quốc (chữ Hán: 羅(phồn thể)/罗(giản thể), Bính âm: Luó), Đài Loan, Triều Tiên (Bắc Triều Tiên đọc là 라 (Ra); Hàn Quốc đọc là 나 (Na)) và nhiều nơi trong khu vực Đông Nam Á, (Lào, Campuchia, Thái Lan, Singapore, Malaysia,...). Trong danh sách Bách gia tính họ này đứng thứ 75, người mang họ La đứng thứ 20 ở Trung Quốc theo thống kê năm 2006, ước chiếm 1,86% nhân khẩu của dân tộc Hán trong cả nước, chiếm vị trí thứ 16, chủ yếu phân bố tại các tỉnh Tứ Xuyên, Quảng Đông, Hồ Nam, Giang Tây, Bắc Kinh, Quý Châu, Hồ Bắc.
Tại Việt Nam, người họ La khá ít so với các họ khác. Trong lịch sử các Triều đại phong kiến Việt Nam, họ La có rất nhiều đóng góp trong xây dựng, bảo vệ đất nước và được ghi nhận là 1 dòng họ rất có uy tín.

## Người Việt Nam họ La
- La Viện, được phong Áp Lãng Chân Nhân Đại Vương, Thượng Thượng Đẳng Thần La Quý Công, húy viện tự Việt Văn, là một đạo sĩ lừng danh vào thời nhà Lý, nước An Nam đem binh thuyền đi đánh Chiêm Thành. Theo Nam Ông mộng lục, Vua Lý Thái Tông (1026-1054) mang quân Nam tiến để đánh dẹp Chiêm Thành, đến cửa biển Thần Đầu (Thần Phù) gặp gió to sóng dữ, không đi được, phải ở lại đó hơn một tháng trời; Nhà vua nghe tin ở dãy núi gần đó có vị Đạo sĩ tu luyện một mình trong am, bèn cho người mời tới để giúp việc khẩn cầu. May nhờ đạo sĩ có phép thuật cao cường dẹp yên sóng dữ giúp Nhà vua nam tiến dẹp loạn quân Chiêm Thành. Khi ban sự trở về, đạo sĩ mất ở dọc đường. Vua cho lập đền thờ ở cửa biển, phong hiệu là "Áp Lãng Chân Nhân Đại Vương" (người giúp nhà vua dẹp yên được sóng dữ) và gọi tên nơi đây là "Cửa biển Thần Phù". Đạo sĩ từ thủa xuân xanh đã bỏ vợ con để đi theo đạo.[1]
- La Tu, đỗ Đệ Nhị giáp Tiến sĩ (Hoàng giáp), làm quan thời Trần Nghệ Tông (1370–1372), được phong tới chức Thẩm Hình Viện Sứ rồi mất.[2]
- La Thế Nghiệp, đỗ Đệ Tam giáp Tiến sĩ, làm quan Hiến Sát Sứ thời Nhà Lê sơ, triều vua Lê Tương Dực (1495-1516). Quê xã Lục Trúc, huyện Thuần Hựu, phủ Hà Trung (nay thuộc huyện Hậu Lộc, tỉnh Thanh Hóa). Được ghi danh tại bia số 11 trong Văn Miếu Quốc Tử Giám [3]
- La Đức Tôn, Bình ngô khai quốc công thần, Thiếu phó phù Quận công La Đức Tôn [4]
- La Đức Quảng, Bình ngô khai quốc công thần, Thắng Quận công La Đức Quảng [4]
- La Đức Hà, Quận công, Đặng tiến phụ quốc thượng tướng quân, Thần phủ tứ vệ quân vụ sự, Tham đốc trụ quốc Mỹ Quận Công La Đức Hà, công thần thời Nhà Lê trung hưng.[5]
- La Đức Trang, Quận công, Đặng tiến phụ quốc thượng tướng quân, Đô chỉ huy sứ, Tư đô chỉ huy thiên sự, Nhũ uôm tướng quân họ Vinh Hầu, Dũng Quận công La Đức Trang công thần thời Nhà Lê trung hưng.[5]
- La Đức Ninh, Quận công, Việt trung tướng quân, Cẩm Y Vệ Tỳ bài, Thiết kỵ úy bá lăng hầu, Hùng Quận Công La Đức Ninh, công thần thời Nhà Lê trung hưng. [5]
- La Thị Lánh, Phó thị nhũ, Tòng A bảo, Quận phu nhân La Thị Lánh, công thần thời Nhà Lê trung hưng.[5]
- La Đình Thân, Đặng tiến phụ quốc thượng tướng quân, trung phụ hầu La Đình Thân, công thần thời Nhà Lê trung hưng.[4]
- La Đức Ứng - Hội thi tam trường, Lôi Dương Tri huyện, Đốc học Thanh Hóa. [5]
- La Văn Vỹ (1700-1792) Vua Lê Hiển tông (1717-1786) sắc phong Binh Khoa Đô cấp sự trung, gia phong Triều liệt đại phu. [5]
- La Văn Thục (1720- 1780) con trai La Văn Vỹ, tham dự Giám sinh Quốc tử giám, được bổ nhiệm chức quan Hồng lô tự tự ban, triều Lê Hiển Tông (1740-1786), được ban sắc Trung Liệt Linh Ứng Dực Bảo Trung Hưng, Linh Phù chi thần. Đền thờ ngài được công nhận Di tích lịch sử văn hoá cấp tỉnh, thành phố.[5]
- La Quý Hầu, Quận công, công thần thời nhà hậu Lê, tên húy là La Đoan Trực sinh năm 1688 tại làng Cẩm Xuyên, xã Xuân Cẩm, huyện Hiệp Hòa, tỉnh Bắc Giang [6]
- La Hối, nhạc sĩ Việt Nam. Nhạc sĩ La Hối, tên thật là La Doãn Chánh, sinh năm 1920 tại Hội An.[7]
- La Văn Cầu tên thật là Sầm Phúc Hướng, là một sĩ quan Quân đội nhân dân Việt Nam mang quân hàm Đại tá. Ông là một trong bảy người đã được Chủ tịch Hồ Chí Minh phong tặng danh hiệu Anh hùng lực lượng vũ trang nhân dân tại Đại hội chiến sĩ thi đua toàn quốc lần I. Ông nguyên là Ủy viên trung ương Mặt trận Tổ quốc Việt Nam. Ngay khi còn sống, La Văn Cầu đã được đặt tên cho trường học và đường phố ở Việt Nam.
- La Thị Tám, (sinh tháng 10 năm 1949 tại xã Vĩnh Lộc, huyện Can Lộc, tỉnh Hà Tĩnh) là một Nữ Anh hùng lực lượng vũ trang nhân dân Quân đội nhân dân Việt Nam trong cuộc kháng chiến chống Mỹ, là nguyên mẫu nữ nhân vật trong bài hát "Người con gái sông La" của nhạc sĩ Doãn Nho.[8]
- La Thăng, (1922 - 2014) tức La Văn Học là nhà hoạt động cách mạng, Đảng viên Đảng Cộng sản Việt Nam, Ủy viên Trung ương Đảng Đảng Cộng sản Việt Nam khóa VI, Bí thư Tỉnh ủy Lạng Sơn.[9]
- La Thế Huy, Trưởng ban tổ chức Trung ương hội Nông dân Việt Nam [10]
- La Đức Cương, Thạc sĩ, Bác sĩ chuyên khoa 2, Giám đốc Bệnh viện Tâm thần Trung ương I, Tổng thư ký Hội Tâm thần học Việt Nam.[11]
- La Văn Phương, P. Giám đốc phụ trách chuyên môn, Ủy viên thường vụ Đảng ủy, Chủ tịch Hội đồng khoa học công nghệ Bệnh viện Đa Khoa trung ương Cần Thơ (bổ nhiệm vào ngày 18/4/2007) [12]
- La Văn Thịnh, Tiến sĩ Kinh tế học Học viện Tài Chính, Cục trưởng Cục Quản lý công sản, Bộ Tài chính, Phó tổng trưởng Tổng Cục Dự trữ Quốc Gia.
- La Văn Bình, Giáo sư, Tiến sĩ khoa học, Nhà giáo Nhân dân, Chủ nhiệm Bộ môn Công nghệ các hợp chất vô cơ, Giám đốc trung tâm Vật liệu vô cơ trường Đại học Bách Khoa Hà Nội.[13]
- La Khắc Hòa, P. Giáo sư, Tiến sĩ văn học, Chủ nhiệm bộ môn lý luận văn học, Phó khoa Ngữ Văn, Trường Đại học sư phạm Hà Nội [14]
- La Thế Vinh, P. Giáo sư, Tiến sĩ hóa học, Chủ nhiệm bộ môn Công nghệ các chất vô cơ, P. Viện trưởng Viện Kỹ thuật Hóa Học trường Đại học Bách Khoa Hà Nội.[15]
- La Công Phương, Thiếu tướng quân đội nhân dân, giữ chức vụ Chính ủy Quân khu I, Bộ Quốc phòng. [16]
- La Văn Hương, Đại tá công an nhân dân, giữ chức vụ Trưởng Phòng Cảnh sát Cơ động Công an tỉnh Bình Thuận, Phó Chủ nhiệm Ủy ban Kiểm tra Đảng ủy Công an tỉnh Bình Thuận [17]
- La Minh Hoài, Bác sĩ chuyên khoa I, Tổng biên tập Tạp chí Y Học Quân Sự thuộc Viện Y học Dự phòng Quân Đội, Cục Quân Y, Tổng Cục Hậu Cần, Bộ Quốc Phòng.
- La Đức Hùng, Phó Tổng biên tập Báo Xây dựng thuộc Bộ Xây Dựng.
- La Đức Dũng, Vụ phó Vụ Quản lý xây dựng cơ bản, Tổng cục Thủy Lợi, Bộ Nông nghiệp và Phát triển nông thôn; Tiến sĩ Quy hoạch quản lý tài nguyên nước, Phó Tổng cục trưởng Tổng cục Khí tượng thủy văn, Bộ Tài nguyên và Môi trường; Viện trưởng Viện Quy hoạch thủy lợi, Bộ Nông nghiệp và Môi trường.
- La Đức Minh, Tiến sĩ chuyên ngành Lý luận và Phương pháp dạy học bộ môn Toán, Trưởng khoa Khoa Sau Đại Học Học Viện Dân Tộc.
- La Vân Trường, Tiến sĩ Bác sĩ Chuyên ngành ung thư - Học viện Quân Y, Chủ nhiệm Khoa Chống Đau Và Chăm Sóc Giảm Nhẹ (A6-A) -Bệnh viện Trung ương Quân đội 108.
- La Mạnh Tiến, Th.S Quản Lý Tài Chính, Tổng giám đốc Tổng công ty Chè Việt Nam Vinatea.
- La Hữu Phúc, Tiến sĩ chuyên ngành Kỹ thuật mật mã, Học Viện Kỹ thuật Mật Mã, Phân viện trưởng Phân Viện Mật Mã, Ban cơ yếu Chính Phủ.
- La Thế Hưng, Trưởng phòng an toàn và bảo mật thông tin Công ty điện toán và truyền số liệu VDC thuộc Tập đoàn Bưu chính  Viễn thông Việt Nam VNPT, từng là Trưởng ban Chữ ký số Tập đoàn Bưu chính Viễn thông Việt Nam VNPT.
- La Vĩnh Lộc, Phó trưởng phòng Thời sự Đài truyền hình Việt Nam tại Cần Thơ, từng công tác tại VTV8 của Đài Truyền hình Việt Nam, anh là người đã vinh dự đạt Huy chương vàng trong liên hoan phim truyền hình toàn quốc lần thứ 34 (tổ chức tại Huế) với phóng sự về biển Đông trong những ngày “dậy sóng”.
- La Thành Nhân, Tiến sỹ Y Khoa tại Mỹ, hiện là giảng viên Đại học y khoa Melbourne (Úc)
- La Hải Anh, Tiến sĩ Kinh tế học tại trường Đại học Quốc gia Úc, làm việc tại Bộ Thương Mại, Úc.
- La Anh Tuấn, Tiến sĩ, P.Giám đốc Trung tâm Đấu thầu qua mạng quốc gia, Bộ Kế hoạch và Đầu tư.
- La Viết Quyền, Trưởng phòng đại diện Ban quản lý Khu Kinh tế Nghi Sơn tại Thành phố Thanh Hóa.
- La Xuân Long, Giám đốc Bệnh viện Đa khoa huyện Hậu Lộc, tỉnh Thanh Hóa
- La Văn Hoàng, Tổng Giám đốc Công ty Cổ phần Công nghiệp - Dịch vụ - Thương Mại Ngọc Nghĩa, Tập đoàn Ngọc Nghĩa chuyên cung cấp các sản phẩm chai nhựa Pest cho các công ty nước ngọt và thực phẩm lớn như Cocacola, Pesi, Lavie, Masan, Vinamilk, Dầu ăn Tường An, Bảo vệ Thực vật An Giang hay Unilever.
- La Thị Hợi, Giám đốc Công ty Cổ phần Phúc An.
- La Chí Hiếu, Giám đốc Công Ty Cổ Phần Vận Tải Vạn An.
- La Quốc Hùng, Đạo diễn, diễn viên, ca sĩ Việt Nam.
- La Thành, Diễn viên Hài kịch và Phim.
- La Chí Tùng, Nhạc sĩ, Ca sĩ Việt Nam.
- La Chí Thành, Ca sĩ Việt Nam.
- La Hoàng Phúc, Ca sĩ Việt Nam.
- La Hoàng Quý, Ca sĩ Việt Nam.
- La Dũ (Thiền sư Giác Khai Duy Lực).

## Người Hàn Quốc họ La
- Na Hae-ryeong, ca sĩ Hàn Quốc, cựu thành viên EXID, thành viên nhóm Bestie.
- Jaemin tên thật là Na Jae-min (Hán Việt: La Tại Dân), center, thành viên nhóm nhạc NCT

## Người Trung Quốc họ La
- La Bầu, Thời Tây Hán có cự thương.
- La Nghệ, Cuối đời Tuỳ có Tổng quản U Châu La Nghệ.
- La Đức, La Nghiệp đời Đường có văn học gia La Đức, thi nhân La Nghiệp.
- La Quán Trung, nhà văn, tác giả Tam quốc diễn nghĩa vào đời Nhà Minh, Ông là một tiểu thuyết gia nổi tiếng người Trung Hoa sống vào cuối thời nhà Nguyên, đầu thời nhà Minh. Ông được biết đến là tác giả Tam quốc diễn nghĩa, một tiểu thuyết dã sử nổi tiếng và là tác phẩm đầu tiên của Tứ đại danh tác Trung Hoa của văn học cổ điển Trung Hoa (bốn tác phẩm văn học cổ điển được cho là danh tiếng nhất của Trung Quốc).
- La Sính, đời nhà Thanh có hoạ gia nổi tiếng, một trong “Dương Châu bát quái” là La Sính, liệt sĩ La Tiến, La Khôn.
- La Thông, tướng thời nhà Đường
- La Vinh Hoàn, một trong Thập đại nguyên soái của Quân Giải Phóng Nhân dân Trung Quốc
- La Thụy Khanh, đại tướng Quân giải phóng Nhân dân Trung Quốc, bộ trưởng Bộ Công An Trung Quốc
- La Cán, ủy viên Ban Thường vụ Bộ Chính trị Đảng Cộng sản Trung Quốc
- La Văn Cẩm, luật sư Hồng Kông, thuộc gia tộc nhà tư sản La Trường Triệu, con rể của nhà tư sản Hà Đông.
- La Liệt, diễn viên Hồng Kông, là một diễn viên điện ảnh người Hoa. Ông bắt đầu tập luyện võ thuật vào năm 1962 và gia nhập Hãng phim Shaw Brothers cùng năm. La Liệt và trở thành một trong những diễn viên nổi tiếng nhất trong các bộ phim võ thuật và Kung fu Hồng Kông vào cuối những năm 1960 và 1970.
- La Tấn, diễn viên, ca sĩ Trung Quốc,  là một nam diễn viên kiêm ca sĩ người Trung Quốc.
- La Chí Tường, ca sĩ, diễn viên, MC, doanh nhân Đài Loan
- La Gia Lương, thật là La Hạo Lương diễn viên, ca sĩ Hồng Kông là một diễn viên truyền hình kiêm ca sĩ nổi tiếng ở HongKong.
- La Duy, Đạo diễn nổi tiếng Hồng Kông, là đạo diễn một số phim do Ngôi sao điện ảnh võ thuật nổi tiếng Lý Tiểu Long tham gia đóng phim.
- La Vân Hi (tên thật: La Dực), một nam ca sĩ, diễn viên, nghệ sĩ người Trung Quốc.